# Villa General Roca
Villa General Roca ist die Hauptstadt des Departamento Belgrano in der Provinz San Luis im Westen Argentiniens. Sie liegt 74 Kilometer nordwestlich der Provinzhauptstadt San Luis abseits der Ruta Nacional 147.

## Sehenswertes
- Embalse del Río Amieva. Der Stausee entstand 1955, als der Río Amieva aufgestaut wurde, der in der Pampa de los Corrales am Osthang des Cerro Monigote entspringt. Heute bildet er die touristische Hauptattraktion des Ortes als Zentrum der Sportfischerei.